# Раифский
 Раифский  — опустевший поселок в Зеленодольском районе Татарстана. Входит в состав Новопольского сельского поселения.

## География
Находится в западной части Татарстана на расстоянии приблизительно 13 км по прямой на восток-северо-восток по прямой от районного центра города Зеленодольск.

## История
Основан в 1920-х годах как хутор.

## Население
Постоянных жителей было: в 1920 — 63, в 1926—106, в 1938—129, в 1949 — 70, в 1958 — 97, в 1970 — 49, в 1979 — 25, в 1989 — 4, в 2002 — 3 (татары 100 %), 0 в 2010.